# Teuchophorus gladiator
Teuchophorus gladiator är en tvåvingeart som beskrevs av Henk J.G. Meuffels och Patrick Grootaert 2004. Teuchophorus gladiator ingår i släktet Teuchophorus och familjen styltflugor.
Artens utbredningsområde är Brunei. Inga underarter finns listade i Catalogue of Life.